# International Gold Cup
Pour les articles homonymes, voir Gold Cup.
L'International Gold Cup (officiellement The HSCC Oulton Park Gold Cup, également dénommée The Oulton Park Gold Cup ou Oulton Park International Gold Cup), est une compétition automobile britannique créée en 1954 et disputée chaque année sur le circuit d'Oulton Park dans le Cheshire en Angleterre.
Sa première édition est organisée le 7 août 1954 par le Mid-Cheshire Motor Club (auj. MidCheshire Motor Racing Club) et le Daily Dispatch, un journal basé à Birmingham et aujourd'hui disparu.
La compétition doit son nom au trophée remis au vainqueur : la Gold Cup (« Coupe d'or », en anglais). Les cinq victoires de Stirling Moss lui ont permis de garder définitivement le trophée original.
Elle accueille à quatorze reprises, en 1954 et 1955 puis de 1959 à 1963 et de 1966 à 1972, une épreuve de Formule 1 disputée hors-championnat du monde. Pendant cet âge d'or, des pilotes prestigieux inscrivent leurs noms au palmarès : Stirling Moss, Jim Clark, Jack Brabham, Jackie Stewart, Jacky Ickx, John Surtees ou encore Denny Hulme.
L'International Gold Cup accueille ensuite une épreuve de Formule 5000 de 1973 à 1975, avant de s'ouvrir de nouveau à la Formule 1 d'abord dans le cadre des Shellsport International Series (en) en 1976 et 1977 puis dans celui du championnat de Grande-Bretagne de Formule 1 de 1978 à 1980 et en 1982.
Depuis 2003, la course est réservée aux véhicules historiques.

## Palmarès
| Date               | Vainqueur                           | Voiture                                      | Catégorie                  | Résultats  |
| ------------------ | ----------------------------------- | -------------------------------------------- | -------------------------- | ---------- |
| 7 août 1954        | Stirling Moss                       | Maserati 250F                                | Formule 1                  | Résultats, |
| 24 septembre 1955  | Stirling Moss                       | Maserati 250F                                | Formule 1                  | Résultats  |
| 22 septembre 1956  | Roy Salvadori                       | Cooper T41-Climax FWB                        | Formule 2                  | Résultats  |
| 5 octobre 1957     | Jack Brabham                        | Cooper T43-Climax FPF                        | Formule 2                  | Résultats  |
| 20 septembre 1958  | Roy Salvadori                       | Lotus-Climax                                 | Voiture de sport           | Résultats  |
| 26 septembre 1959  | Stirling Moss                       | Cooper T51-Climax                            | Formule 1                  | Résultats  |
| 24 septembre 1960  | Stirling Moss                       | Lotus 18-Climax                              | Formule 1                  | Résultats, |
| 23 septembre 1961  | Stirling Moss                       | Ferguson P99-Climax                          | Formule 1                  | Résultats, |
| 1er septembre 1962 | Jim Clark                           | Lotus 25-Climax                              | Formule 1                  | Résultats, |
| 21 septembre 1963  | Jim Clark                           | Lotus 25-Climax                              | Formule 1                  | Résultats, |
| 19 septembre 1964  | Jack Brabham                        | Brabahm BT10-Cosworth SCA                    | Formule 2                  | Résultats  |
| 18 septembre 1965  | John Surtees                        | Lola T60-Cosworth SCA                        | Formule 2                  | Résultats  |
| 17 septembre 1966  | Jack Brabham                        | Brabham BT19-Repco                           | Formule 1                  | Résultats  |
| 16 septembre 1967  | Jack Brabham                        | Brabham BT24-Repco                           | Formule 1                  | Résultats  |
| 17 août 1968       | Jackie Stewart                      | Matra MS10-Cosworth                          | Formule 1                  | Résultats, |
| 16 août 1969       | Jacky Ickx                          | Brabham BT26A-Cosworth                       | Formule 1                  | Résultats  |
| 22 août 1970       | John Surtees                        | Surtees TS7 (en)-Cosworth                    | Formule 1                  | Résultats  |
| 21 août 1971       | John Surtees                        | Surtees TS9-Cosworth                         | Formule 1                  | Résultats, |
| 29 mai 1972        | Denny Hulme                         | McLaren M19A-Cosworth                        | Formule 1                  | Résultats  |
| 9 septembre 1973   | Peter Gethin                        | Chevron Cars Chevron B24 (it)-Chevrolet      | GB F5000                   | Résultats  |
| 8 septembre 1974   | Ian Ashley                          | Speed International Lola T330-Chevrolet      | GB F5000                   | Résultats  |
| 6 septembre 1975   | David Purley                        | LEC Refrigeration Racing Chevron B30-Ford    | GB F5000                   | Résultats  |
| 18 septembre 1976  | Guy Edwards                         | RAM Racing Brabham BT42/44B-Ford             | Shellsport Group 8         | Résultats  |
| 8 avril 1977       | Derek Bell                          | Hexagon Racing Penske PC3 (it)-Ford          | Shellsport Group 8         | Résultats  |
| 24 mars 1978       | Tony Trimmer                        | Melchester Racing (sv) McLaren M23-Ford      | Aurora AFX F1              | Résultats  |
| 13 avril 1979      | David Kennedy                       | Theodore Racing Hong Kong Wolf WR4 (it)-Ford | Aurora AFX F1              | Résultats  |
| 4 avril 1980       | Guy Edwards                         | Charles Clowes Racing Arrows A1-Ford         | Aurora AFX F1              | Résultats  |
| 1981               | John Surtees                        | Maserati                                     | véhicules historiques      | Résultats  |
| 9 avril 1982       | Tony Trimmer                        | Team Sanada Fittipaldi F8 (it)-Ford          | British Formula One Series | Résultats  |
| 25 juin 1983       | Richard Budge Vin Malkie            | Chevron-Ford                                 | Thundersports              | Résultats  |
| 20 avril 1984      | John Foulston John Brindley         | Lola-Chevrolet                               | Thundersports              | Résultats  |
| 5 avril 1985       | John Foulston John Brindley         | Lola-Chevrolet                               | Thundersports              | Résultats  |
| 1986               | John Foulston John Brindley         | Lola-Chevrolet                               | Thundersports              | Résultats  |
| 17 avril 1987      | David Leslie Mike Wilds             | Lola-Chevrolet                               | Thundersports              | Résultats  |
| 1988               | Gary Brabham                        | Ralt-Volkswagen                              | GB F3                      | Résultats  |
| août 1989          | Paolo Carcasci (en)                 | Reynard-Cosworth                             | GB F3000                   | Résultats  |
| 1990               | Richard Dean                        | Reynard-Cosworth                             | GB F3000                   | Résultats  |
| 1991               | Paul Warwick                        | Reynard-Cosworth                             | GB F3000                   | Résultats  |
| 1992               | Yvan Muller                         | Reynard-Cosworth                             | GB F2                      | Résultats  |
| 1993               | Joachim Winkelhock                  | BMW 318i                                     | BTCC                       | Résultats  |
| 1994               | Joachim Winkelhock                  | BMW 318i                                     | BTCC                       | Résultats  |
| 1996               | Gareth Rees (en)                    | Reynard-Cosworth                             | GB F2                      | Résultats  |
| 3 mai 1999         | Julian Bailey Jamie Campbell-Walter | Lister Storm                                 | GB GT (en)                 | Résultats  |
| 1er mai 2000       | Tim Harvey (en) Mike Youles         | Porsche 911 GT2                              | GB GT (en)                 | Résultats  |
| 7 mai 2001         | Tim Harvey (en) Rob Wilson          | Chrysler Viper GTS-R                         | GB GT (en)                 | Résultats  |
| 2003               | Martin O'Connell                    | Lotus-Cosworth                               | véhicules historiques      | Résultats  |
| 2004               | Barry Williams                      | Aston Martin DBR4                            | véhicules historiques      | Résultats  |